# Menno Bauer
Menno Bauer (Haarlem, 13 februari 1949) is een Nederlandse kunstschilder. Zijn werk bevat lyrisch expressionistische kenmerken met veel kleurkracht en een emotionele lijnvoering.
Bauer groeide op in een middenstandsgezin. Ondanks drie artistiek begaafde ooms van vaders kant, vonden zijn kunstzinnige aspiraties thuis moeizaam weerklank. Als compromis kwam de fotografie in beeld. Reden dat hij na de middelbare school een opleiding tot fotograaf volgde. Vanaf 1967 maakte hij reportages voor diverse geïllustreerde bladen en omroepgidsen. Na 1970 worden de foto´s steeds meer schilderijen. Begin 1979 kiest hij definitief voor de schilderkunst.
Als kunstschilder is Bauer autodidact. Voor zijn composities putte hij aanvankelijk uit de kunstgeschiedenis. Daarnaast is hij geïnteresseerd in balletchoreografieën en toneelensceneringen. Tegenwoordig staan ook gewone straattaferelen aan de basis van zijn figuratie. In alle schilderijen komen mensen en hun liefdesperikelen voor. Veelal kortstondige passies die worden verbeeld als een wervelende tango van aantrekken en afstoten.
Bauer exposeert regelmatig in binnen- en buitenland. In Nederland wordt hij vertegenwoordigd door AZ-Kunstprojecten uit Nieuw-Beijerland.  Gallery Artpointblack te Florence promoot zijn werk in Italië. Gallery JMA te Wenen toont zijn werk op internationale kunstbeurzen in Moskou en Beijing. In 2009 werd hij voor de vierde keer genomineerd voor de verkiezing van Nederlandse ‘Kunstenaar van het jaar’.